# Bicker Bar
Bicker Bar – wieś w Anglii, w hrabstwie Lincolnshire. Leży 43 km na południowy wschód od Lincoln i 157 km na północ od Londynu.